# Atemptat de la Piazza Fontana
L'atemptat de la Piazza Fontana, (Strage di Piazza Fontana en italià, «massacre de Piazza Fontana»), va ser un atac terrorista que va tenir lloc a les 16.37 h del 12 de desembre de any 1969 contra les oficines centrals de la Banca Nazionale dell'Agricoltura a la ciutat italiana de Milà. Com a resultat, 17 persones van morir i 88 van resultar ferides. Aquell mateix matí, van explotar tres bombes a Roma i Milà i una altra va ser trobada sense detonar. Aquest luctuós esdeveniment va contribuir al naixement de les posteriorment famoses Brigades Roges i als següents Anys de plom de la dècada del 1970, un dels períodes més controvertits de la història moderna d'Itàlia.
Aquest atemptat s'emmarca dins de l'Operació Gladio de l'OTAN, la xarxa clandestina anticomunista dels serveis secrets italians en col·laboració amb la Agència Central d'Intel·ligència (CIA) dels Estats Units d'Amèrica (EUA) a través de militants neofeixistes reclutats per a perpetrar operacions de bandera falsa contra organitzacions anarquistes. Això no obstant, en aquells anys no hi havia més que alguns centenars d'anarquistes actius coneguts a Itàlia, enfront de diversos milers de simpatitzants d'extrema dreta.
Amb l'atemptat de la Piazza Fontana es va donar inici a la posteriorment denominada Strategia della tensione («estratègia de tensió») a Itàlia, que el 1989 havia acumulat més de 1000 atacs més o menys selectius i que va comportar la mobilització d'actors ocults vinculats als partits dretans,tractant de sembrar un clima de por i terror a l'opinió pública a fi de frenar l'avanç de l'esquerra política, en particular el llavors poderós Partit Comunista d'Itàlia (PCI), cap a posicions de poder.

## Mort de Giuseppe Pinelli i Luigi Calabresi

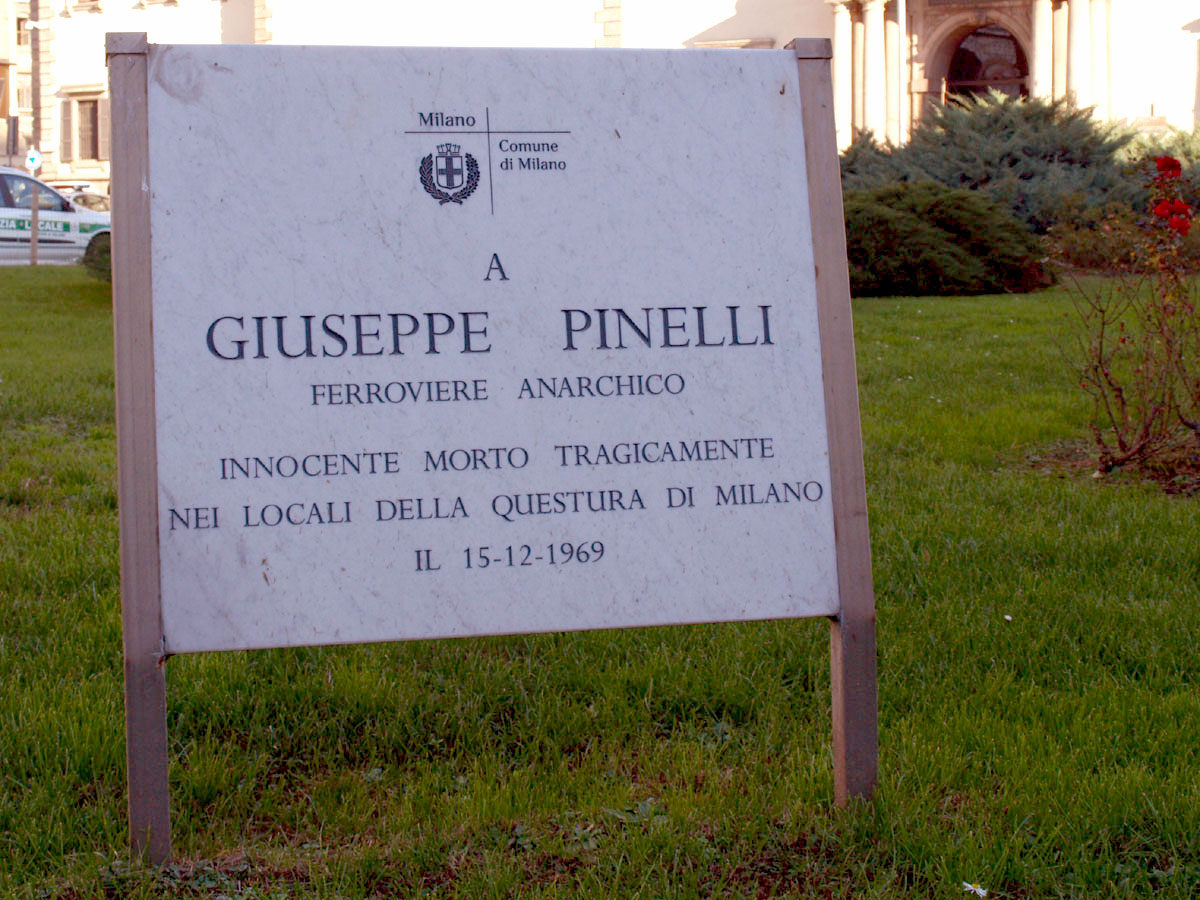
Placa commemorativa en memòria de Giuseppe Pinelli

Inicialment, l'atemptat de la Piazza Fontana va ser atribuït al moviment anarquista. Després de realitzar-se 80 detencions relacionades, el llavors sospitós Giuseppe Pinelli (un treballador ferroviari nascut a 1928) va morir després de precipitar-se des d'un quart pis de la comissaria en què estava detingut. Segons l'informe policial, Pinelli s'hauria suïcidat en llençar-se per una finestra durant un interrogatori rutinari. La mort de Pinelli en circumstàncies tan estranyes serviria d'inspiració, diversos anys després, per a l'obra Mort accidental d'un anarquista del dramaturg i posterior Premi Nobel de literatura italià Dario Fo.
Els càrrecs per homicidi contra Luigi Calabresi (1937-1972), un dels oficials que estava de guàrdia, així com els que momentàniament van pesar sobre altres policies, van ser desestimats pel jutge d'instrucció per falta d'evidències. Aquest, va arribar a la conclusió que la caiguda de Pinelli s'havia produït per pèrdua de consciència (malore). El 1972, Calabresi va ser assassinat per militants d'extrema esquerra com a venjança, fet pel qual Adriano Sofri i Giorgio Pietrostefani, antics líders de Lotta Continua, van ser sentenciats com autors intel·lectuals de l'homicidi, mentre que Ovidi Bompressi i Leonardo Marino van ser condemnats com autors materials.

## Investigació judicial

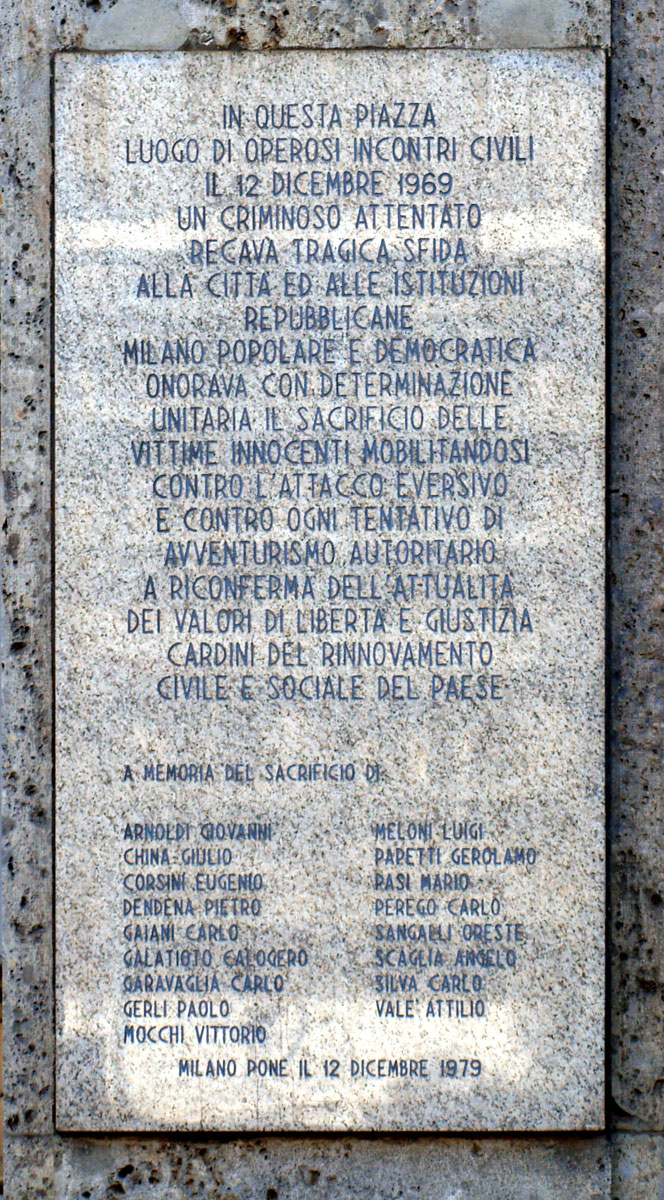
Placa en commemoració de les 17 víctimes mortals

L'anarquista Pietro Valpreda també va ser arrestat després d'haver estat reconegut per un taxista com el client sospitós que ell mateix havia transportat fins al banc el mateix dia de l'atemptat. Posteriorment Valpreda va estar empresonat durant tres anys sota el règim de presó preventiva abans de ser condemnat per l'atemptat, però el seu advocat va apel·lar la sentència i finalment va ser exonerat després de diversos judicis.
Les sospites llavors van recaure en l'organització neofeixista Ordine Nuovo, fundada per Pino Rauti. El 3 de març de 1972, Franco Freda, Giovanni Ventura i Rauti van ser arrestats i acusats d'haver planejat els atacs terroristes del 25 de abril de 1969 a la Fira de Comerç i l'estació ferroviària de Milà, així com dels atemptats de el 8 i 9 d'agost contra diversos trens, a més de la massacre de la Piazza Fontana del 12 de desembre.
Diversos elements van menar els investigadors a desenvolupar la teoria que l'atemptat havia estat efectivament realitzat per individus d'extrema dreta:
- La composició de les bombes usades a la Piazza Fontana eren idèntiques als explosius que Ventura amagà a la casa d'un amic pocs dies després de l'atac.[5]
- Els temporitzadors van poder ser rastrejats com a part d'un total de 50 de la marca Diehl Junghans, els quals havien estat comprats per Freda el 22 de setembre de 1969 a Bolonya. Freda més tard explicà que els havia comprat per a un tal Mohamed Selin Hamid, un suposat agent dels serveis secrets d'Algèria (existència del qual seria posteriorment negada per les autoritats del país nord-africà), que hauria actuat per a un grup englobat dins de la resistència palestina. Per la seva banda, agents del Mossad israelià declararen que els extremistes palestins mai no havien utilitzat un temporitzador d'aquest tipus.
- Les bosses en què les bombes estaven amagades havien estat comprades el 10 desembre (és a dir, tan sols dos dies abans de l'atemptat), en un comerç de Pàdua', la ciutat en la qual Freda residia.

El 1972, el judici es va traslladar des de Milà cap a la localitat de Catanzaro. Tanmateix, el 4 d'octubre de 1978 la policia va descobrir que Freda havia desaparegut del seu domicili de Catanzaro. El 23 de febrer de 1979 va ser declarat culpable de l'atemptat de la Piazza Fontana i condemnat a cadena perpètua. El 23 d'agost de 1979, Freda va ser capturat a Costa Rica i posteriorment extradit a Itàlia. Després de ser acusat de diversos càrrecs, va ser sentenciat a 15 anys de presó per «associació subversiva» el 20 de març de 1981. Finalment, fou absolt l'1 de agost de 1985, essent alliberat per manca de proves.
El 1989, Stefano Delle Chiaie va ser arrestat a Caracas i extradit a Itàlia per la seva suposada participació en l'atemptat, però també resultaria absolt juntament amb el també sospitós Massimiliano Fachini.
El 1998, el jutge milanès Guido Salvini va acusar l'oficial de l'Armada dels Estats Units d'Amèrica, David Carrett, dels càrrecs d'espionatge polític i militar i per la seva suposada participació en l'atemptat de la Piazza Fontana. Salvini també va iniciar una causa judicial contra, un funcionari italià dels serveis secrets, Sergio Minetto, i el pentito Carlo DiGilio.
El diari La Repubblica va informar que Carlo Rocchi, un agent de la CIA instal·lat a Milà va ser descobert el 1995 mentre cercava informació relacionada amb l'Operació Gladio.
El 20 de juny de 2001, els membres de l'organització italiana Ordine Nuovo, Carlo Maria Maggi, Delfo Zorzi i Giancarlo Rognoni, van ser condemnats. Això no obstant, les seves sentències serien revocades al març de 2004. Per la seva banda, Carlo Di Giglio va ser beneficiat amb immunitat processal a canvi de subministrar informació sobre el cas. El 3 de maig de 2005 va finalitzar el darrer judici amb relació a la massacre, sense que ningú fos declarat culpable per l'atemptat.

## Brigades Roges
Les Brigades Roges van dur terme la seva pròpia investigació interna dels fets. Les conclusions van ser posteriorment descobertes en un amagatall de les Brigades Roges a la localitat italiana de Robbiano di Mediglia, després d'un enfrontament armat amb els carabinieri el 15 d'octubre de 1974. Aquesta informació, però, es va mantenir oculta fins a l'any 2000, quan va ser revelada per la Commissione Stragi del Parlament italià, la qual investigava actes terroristes durant la presidència de Giovanni Pellegrino. Les Brigades Roges van arribar a la conclusió que Pinelli s'havia suïcidat perquè d'alguna manera havia arribat a involucrar-se en la manipulació del material explosiu que va ser usat en l'atemptat.

## Responsabilitat en l'atemptat
A la dècada del 1980, un exterrorista neofeixista de nom Vincenzo Vinciguerra va declarar davant del jutge Felice Casson que l'atemptat apuntava a una [eventual] declaració de l'estat d'emergència per a empènyer Itàlia cap a un règim autoritari de dretes, amb reminiscències de la dictadura de Benito Mussolini entre 1922 a 1943. Aquesta asseveració coincideix amb la controvertida teoria que al·lega que l'Estat italià, amb la col·laboració de la CIA, hauria contribuït a generar un clima de por en l'opinió pública a fi de facilitar l'arribada al poder d'un règim dictatorial, tal com havia succeït en la Dictadura dels Coronels (1967-1974) a Grècia.
Un informe parlamentari publicat l'any 2000, per part de la llavors governant coalició de centreesquerra L'Ulivo, va afirmar que «agents d'intel·ligència dels EUA estaven informats per avançat sobre diversos atacs terroristes amb bomba de grups dretans, incloent el de la Piazza Fontana de desembre de 1969 a Milà i el de la Piazza della Loggia de Brescia del 28 de maig de 1974, però no van fer res per alertar les autoritats italianes o per evitar que els atacs es produïssin».
També s'al·legà que Pino Rauti, líder del partit Moviment Sociale Fiamma Tricolore, periodista i fundador de l'organització subversiva ultradretana Ordine Nuovo, rebia finançament regular de part d'un funcionari de premsa de l'ambaixada dels EUA a Itàlia.
El demòcrata cristià cofundador de Gladio, Paolo Emilio Taviani, va dir als investigadors que el Servizio Informazioni Difesa i el servei d'intel·ligència militar estaven a punt d'enviar un oficial d'alt rang de Roma a Milà perquè intentés aturar l'atac, però finalment va decidir enviar un altre funcionari de Pàdua per a inculpar els anarquistes. Taviani també va declarar en una entrevista al diari Il Secolo XIX, l'agost de 2000 que «agents de la CIA van subministrar els materials i van enterbolir les aigües de la investigació».